# Жеденов, Владимир Николаевич
Жеденов Владимир Николаевич (1908—1962) — советский морфолог, доктор биологических наук (1944), профессор (1944).

## Биография
Окончил Новочеркасский ветеринарный институт (1930). Работал в 1931—1944 в Чкаловском сельскохозяйственном институте (ныне Оренбург, РФ).
Заведовал кафедрами анатомии сельскохозяйственный животных в Оренбургском (1935—1944) и Одесском (с 1944 года) сельхозинститутах.
В 1947—1956 гг. — председатель научного биологического общества Одессы; с 1956 года — зам. председателя Одесского филиала общества анатомов, гистологов и эмбриологов и секции домашних и промышленных животных Всесоюзного общества анатомов, гистологов и эмбриологов.

## Научная деятельность
Автор около 100 научных работ, посвящённых сравнительной анатомии животных и человека. Наиболее ценная научная информация содержится в работах по изучению сердца человека с описанием отличительных особенностей от сердец животных. В результате обширных исследований с применением разработанной им методики вскрытия получен ряд новых данных по строению и развитию сердца человека, проанализированы его формы в аспекте онтофилогенеза.
Установлена линия приращения перикарда к крупным сосудистым стволам у человека, которая, максимально смещена к периферии, что обусловливает наибольшую свободу движения сердца. Выявлены пути преобразования венозного синуса и синусных клапанов правого предсердия в процессе эволюции. Описаны особенности рецессуса левого предсердия, и расположения устьев лёгочных вен, а также значительное изменение в расположении атриовентрикулярных и артериальных отверстий. Установлено веретенообразное расширение восходящей аорты с последующим завершением резким перешейком после отхождения трёх крупных стволов. Дана детальная характеристика овального окна и евстахиева клапана при нём; наличие весьма большого отверстия, короткий клапан без нитей на конце предрасполагают к сохранению сквозного хода и развитию ряда других врождённых дефектов. Кроме сердца, большое место в сравнительно-анатомических исследованиях В. Н. Жеденова занимали лёгкие животных и человека. Сравнительная анатомия лёгких рассматривалась в аспекте их общих морфофункциональных особенностей, возникновения и поступательного преобразования в филогенезе, долевого расчленения бронхососудистых ветвлений, формирования на этапах онтогенеза и др.
Полученные данные интерпретированы с позиций эволюционной морфологии на основе учения А. Н. Северцова, который следил за ходом его ранних исследований. В. Н. Жеденов тесно сотрудничал с Институтом эволюционной морфологии АН СССР, его работы по представлению академиков Л. А. Орбели и И. И. Шмальгаузена опубликованы в «Докладах АН СССР». Результаты исследований обобщены в монографии «Лёгкие и сердце животных и человека» (1954, 1961). Наряду с высоким теоретическим значением труды учёного нашли практическое применение в отечественной кардиохирургии, особенно при врождённых пороках сердца. Ими пользовались А. Н. Бакулев и его ученики. В. Н. Жеденов создал школу сравнительных анатомов. Научную и педагогическую деятельность он успешно сочетал с организационно-общественной.
Награждён орденом Трудового Красного Знамени и медалями.

## Сочинения
- «О специфичности конечных преобразований области венозного синуса сердца человека в процессе его развития» — «Доклады АН СССР», 1940, т. XXIX, в.7, 514—517.
- «О постэмбриональных преобразованиях овального отверстия сердца у высших млекопитающих животных и человека» — «Доклады АН СССР», 1943, т. LI, в.1, 45-48
- «Лёгкие и сердце животных и человека» — М., 1954, «Советская Наука», с. 174. То же (на китайском языке) Пекин, 1958.
- «Сравнительная анатомия приматов» — М. «Общая анатомия домашних животных» (уч. пособие для унив-тов), 1958, М. Сов.наука.
- «Лёгкие и сердце животных и человека» — М., 1961, «Высшая школа», 2-е изд.
- «Анатомия домашних животных» — М., 1962, т. 2

## О В. Н. Жеденове
- В. Н. Жеденов (некролог) — «Архив анатомии, гистологии и эмбриологии». 1962, т. XLIII, № 10, c.127-128. Е. П.
- Мельман «Вклад В. Н. Жеденова в сравнительную анатомию» — «Архив анатомии, гистологии и эмбриологии» 1989, т. 97, № 11, с. 99-10l.